# Баринов, Сергей Миронович
Сергей Миронович Баринов (13 июня 1945, Москва — 17 июня 2025) — советский и российский учёный-материаловед, заместитель директора ИМЕТ РАН по научной работе, член-корреспондент РАН (2008). Лауреат Государственной премии РФ.

## Биография
Родился 13 июня 1945 года в Москве.
В 1968 году — окончил Московский институт стали и сплавов.
В 1975 году — защитил кандидатскую, а в 1987 году — докторскую диссертацию, в 2002 году — присвоено учёное звание профессора.
В 2008 году — избран членом-корреспондентом РАН.
Занимал пост заместителя директора ИМЕТ РАН по научной работе.
Умер 17 июня 2025 года в возрасте 80 лет. Похоронен на Троекуровском кладбище.

## Научная деятельность
Область научных интересов: керамические и композиционные материалы медицинского назначения, предназначенные для направленной регенерации костных тканей; конструкционная керамика; высокопрочное состояние керамики.
Участие в научных советах, комиссиях, редколлегиях:
- член научного совета РАН по неорганической химии;
- член научного совета программы фундаментальных исследований Президиума РАН;
- член комиссии по конкурсу проектов молодых учёных при ОХНМ РАН;
- член комиссии по экспертизе планов НИР институтов ОХНМ;
- член редколлегий журналов: Key Engineering Materials (Швейцария), Powder Metallurgy Progress (Словакия), Journal of American Society of Artificial Organs (США), Заводская лаборатория (диагностика материалов), Физика и химия обработки материалов, Неорганические материалы, Материаловедение (зам. гл. редактора).

Научно-организационная деятельность:
- член 3 диссертационных советов,
- член учёного совета при Институте металлургии и материаловедения им. А. А. Байкова РАН,
- член экспертного совета ВАК.

Основные научные труды: более 380 научных публикаций, в том числе 7 монографий, 35 авторских свидетельств и патентов на изобретения.
Работы, опубликованные в последние годы
- Монографии:
  - Баринов С. М., Комлев В. С. Биокерамика на основе фосфатов кальция. М: Наука, 2005;
  - Barinov S. M., Komlev V. S. Calcium phosphate based bioceramics for bone tissue engineering. Zuerich: Trans Tech Publ., 2008.
- Обзоры:
  - Баринов С. М. Керамические и композиционные материалы на основе фосфатов кальция для медицины // Успехи химии. 2010. Т. 79, № 1. С. 15-30;
  - Barinov S. M. Trends in development of calcium phosphate based ceramic and composite materials for medical applications: transition to nanoscale // Rus. J. General Chem. 2010. V.80, N 3. P. 666—674.

Действительный член Международной академии керамики (Италия), аффилированный член Института материалов (Великобритания), постоянный член комитета международного семинара «Керамика, клетки, ткани» (Италия).
Вёл преподавательскую деятельность в должности профессора кафедры междисциплинарного материаловедения факультета наук о материалах МГУ.

## Награды
- Медаль ордена «За заслуги перед Отечеством» II степени (2022) — за большой вклад в развитие науки и многолетнюю добросовестную работу[5]
- Государственная премия Российской Федерации (в составе группы, за 2002 год) — за работу «Научные основы создания нового поколения биосовместимых материалов на основе фосфатов кальция для широкого применения в медицинской практике»[6]
- Заслуженный деятель науки Российской Федерации (1999)[7]
- Изобретение «Способ получения пористой керамики из фосфатов кальция для лечения дефектов костной ткани» (авторы: Баринов Сергей Миронович, Фадеева Инна Вилоровна, Фомин Александр Сергеевич, Петракова Наталия Валерьевна) вошло в базу данных «100 лучших изобретений России» за 2016 год[8]

## Семья
- Жена — Лидия Фёдоровна Баринова (1945).
  - Сын — Игорь Сергеевич Баринов (1979), предприниматель и филантроп.